# Площа Щепанська (Краків)

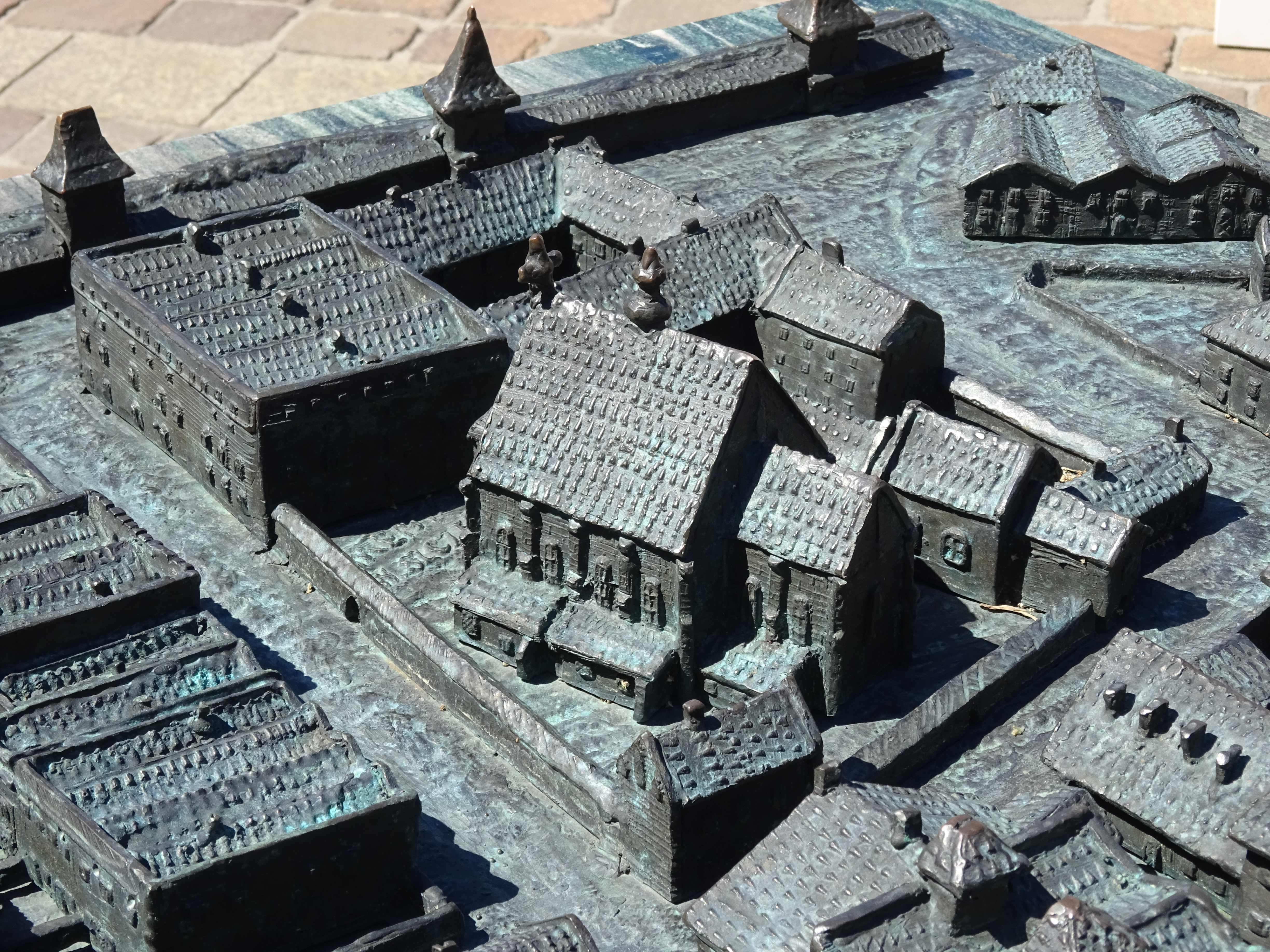
У південній частині сучасної площі розташований макет колишніх будівель цієї місцевості (до початку XIX століття) – костел Святого Миколая. Стефана (більший), костел св. Мацея і Матеуша (менший) та будівлі єзуїтів. За ними знаходяться міські стіни.

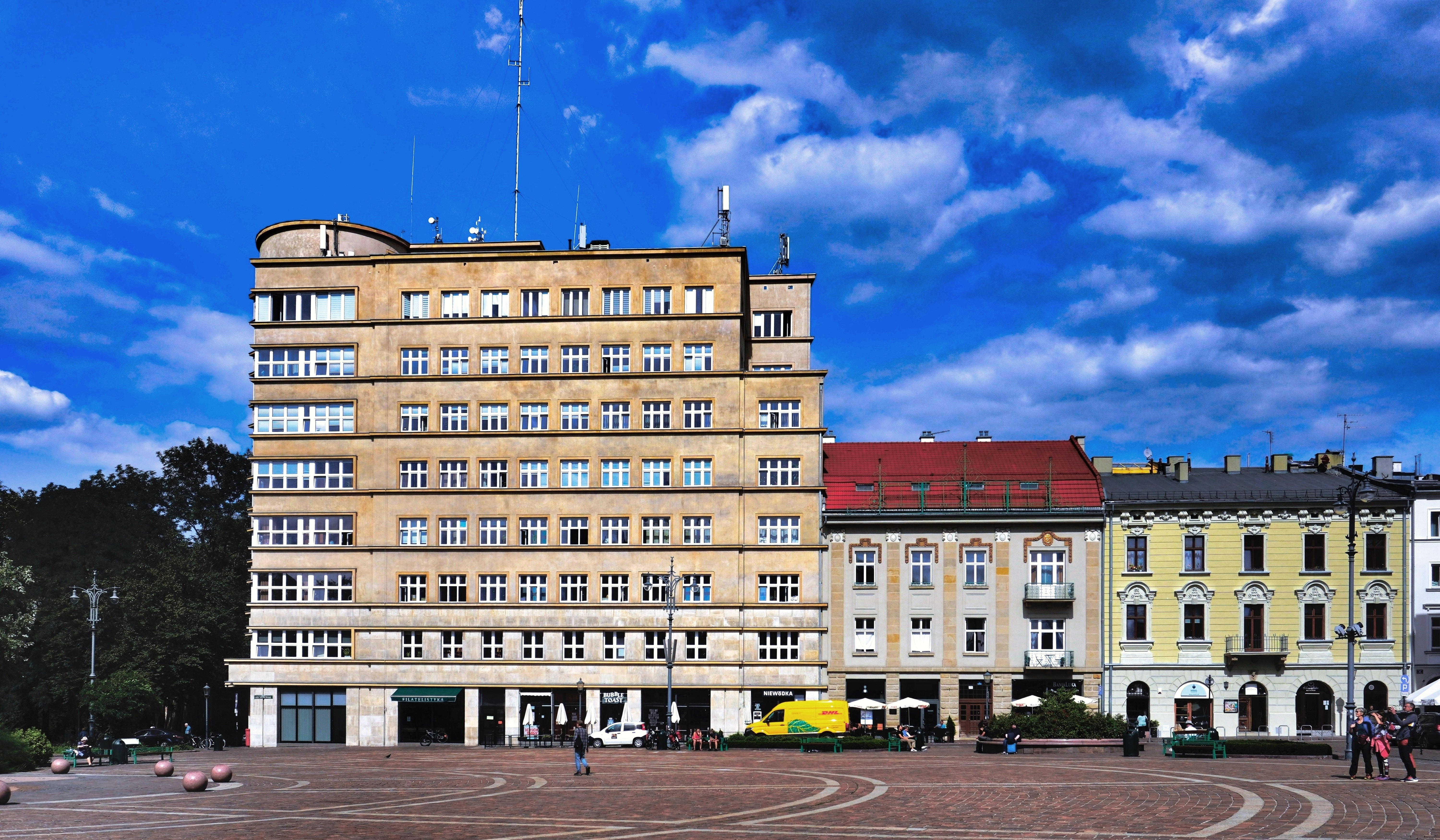
Північний фронт

Площа Щепанська (пол. Plac Szczepański) – площа в Кракові, в дільниці I Старе Місто, розташована між Плантами та вулицями Св. Томаша і Щепанська.

## Історія
Щепанська площа повстала на початку XIX століття після знесення середньовічного костела св. Стефана (пол. św. Szczepana) , від якого походить назва площі, та костела св. Мацея і Матеуша разом із прилеглими єзуїтськими будівлями. Спочатку їй дали назву площа Національної гвардії, тому що на 3 серпня 1811 року Тут відбувся перший огляд Національної гвардії, сформованої в Кракові, одним батальйоном у повній формі та з озброєнням. На згадку про цю подію на кам'яниці Шолайських було встановлено чорну мармурову табличку з таким написом: «Площа Національної Гвардії оголошена 3 серпня 1811 року». Однак ця назва не була прийнята серед краків'ян і незабаром остаточно закріпилася, вживана розмовно приблизно з  1808 рік, сучасна назва площі. З XIX століття тут діяв один з найбільших ринків Кракова, а у другій половині XX століття (до 2007 року) – паркінг. У 2010 році площу було модернізовано, зокрема додавши на ній фонтан.

## Будівлі
Площа оточена низкою будівель, зокрема:
- Будівля Старого театру в стилі модерн XIX століття, спроектована Францішеком Мончинським (площа Щепанська, 1, у кінці вул. Ягеллонської);
- Кам'яниця Вольного в сецесійному стилі, збудована у 1908-1909 роках за проектом Віктора Мярчинського (пл. Щепаньська, 2). Спочатку на цьому місці розташовувалася ректорія церкви св. Стефана. Це була двоповерхова будівля з сімома вікнами спереду, високим дахом та напівкруглою склепінчастою брамою вгорі в центральній частині фасаду. Нижня частина фасаду була зроблена з тесаного каменю. На початку XIX століття кам'яниця належала родині Естрайхерів. На другому поверсі в передній частині була вітальня, прикрашена десюдепортами, розписаними Домініком Естрайхером. Будинок був знесений у 1908 році. , а на його місці було збудовано сучасний багатоквартирний будинок у стилі віденської сецесії для підприємця похоронного бюро Й. Вольнего. Його похоронне бюро «Конкордія» розташовувалося на першому поверсі. Кам'яниця була увінчана високим дахом зі скляною верандою – протягом багатьох років це була майстерня художника Алойзи Сівецького. Вартим уваги є портал із гранітними колонами та приміщення для крамниць спереду, обладнані залізними балками[3];
- післявоєнна будівля Bunkier Sztuki, де розташована однойменна галерея сучасного мистецтва, спроектована Кристиною Рожиською-Толлочко (пл. Щепаньська, 3a, на куті площі та Плантів);
- Будівля Товариства друзів витончених мистецтв у стилі модерн, відома як Палац мистецтв, збудована в 1901 році, також за проектом Францішека Мончинського (пл. Щепаньська, 4, між площею та Плантами);
- будівля Муніципального ощадного банку, збудована в 1936 році за проектом Фридерика Таданієра та Стефана Стройєка у стилі ар-деко ; є найвищою будівлею у Старому місті Кракова (7 поверхів), до війни її називали краківським «хмарочосом» (площа Щепанська, 5, в кінці вулиці Реформацької);
- Будівля Сільськогосподарського товариства в стилі модерн, спроектована Славомиром Одживольським та збудована в 1909 році (пл. Щепаньська, 8, на виїзді з вул. Св. Томаша). На цьому місці колись стояв багатоквартирний будинок, який у XVII столітті був власністю відомого алхіміка Міхала Седзівоя. Цей будинок мав вхід з вул. Жидовська (колишня назва вул. Св. Томаша), а на пл. Щепаньська виходила його бічна стіна. На початку XIX століття кам'яниця мала один поверх із сімома вікнами, а на першому поверсі був вхід до крамниці з подвійними дверима в центральній частині фасаду. Поруч були вікна з віконницями та велика бічна в'їздна брама. Будівля була покрита гонтом. У 1839–1860 роках тут жив генерал Ян Зигмунт Скшинецький[4]. Кам'яний будинок Сендзивоя був знесений у 1908 році. Під час знесення, серед іншого, у підвалі було виявлено готичні двері, кам'яна скульптура епохи Відродження, рама з консолью конхою та грабштейни (камені) з написами на івриті. Деякі знайдені кам'яні елементи були передані до лапідарію Музею Чапських[5];
- кам'яниця Шолайських (пл. Щепаньська, 9, кінець вул. Щепаньська).

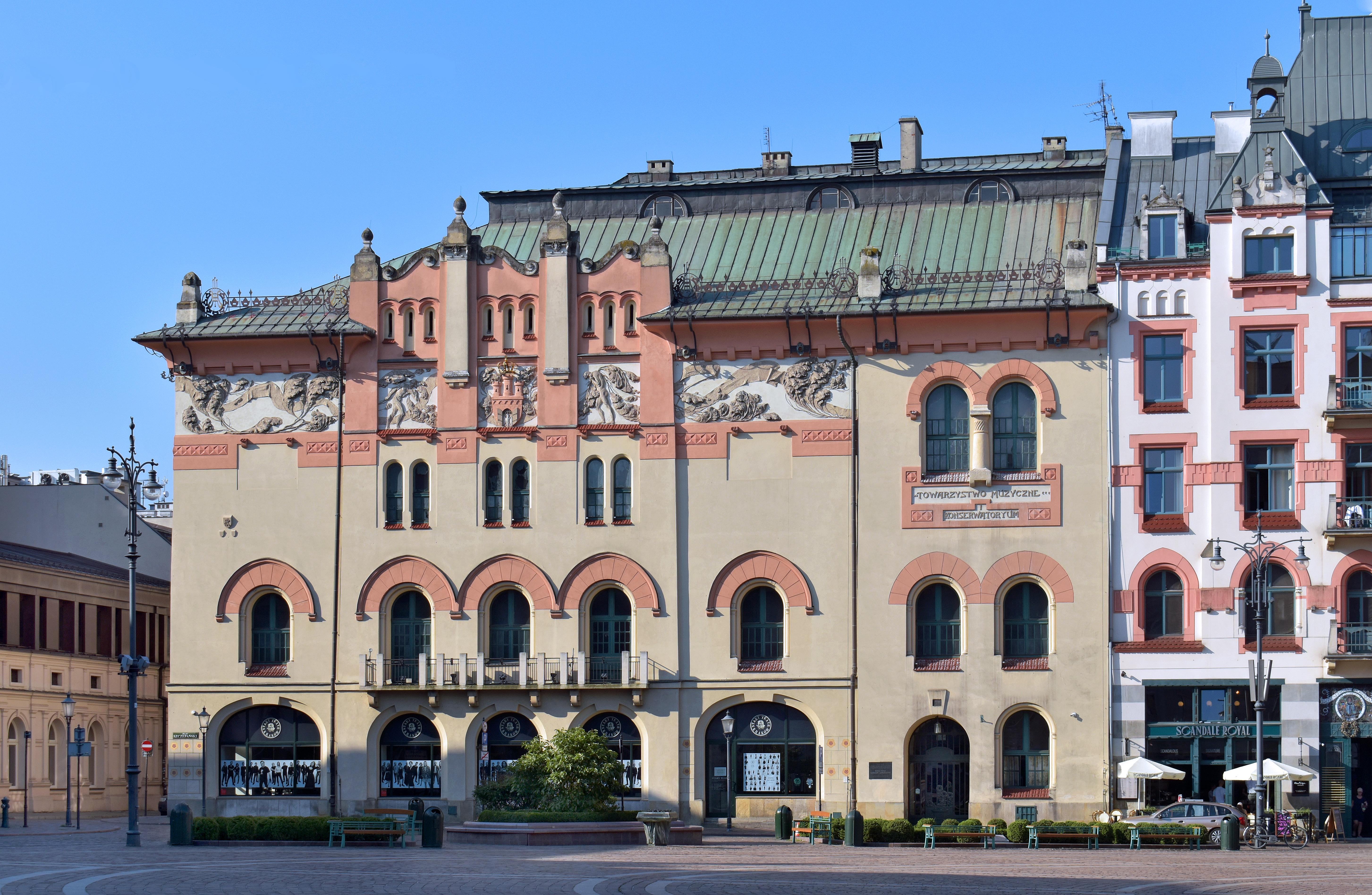
пл. Щепанська, 1 Старий театр
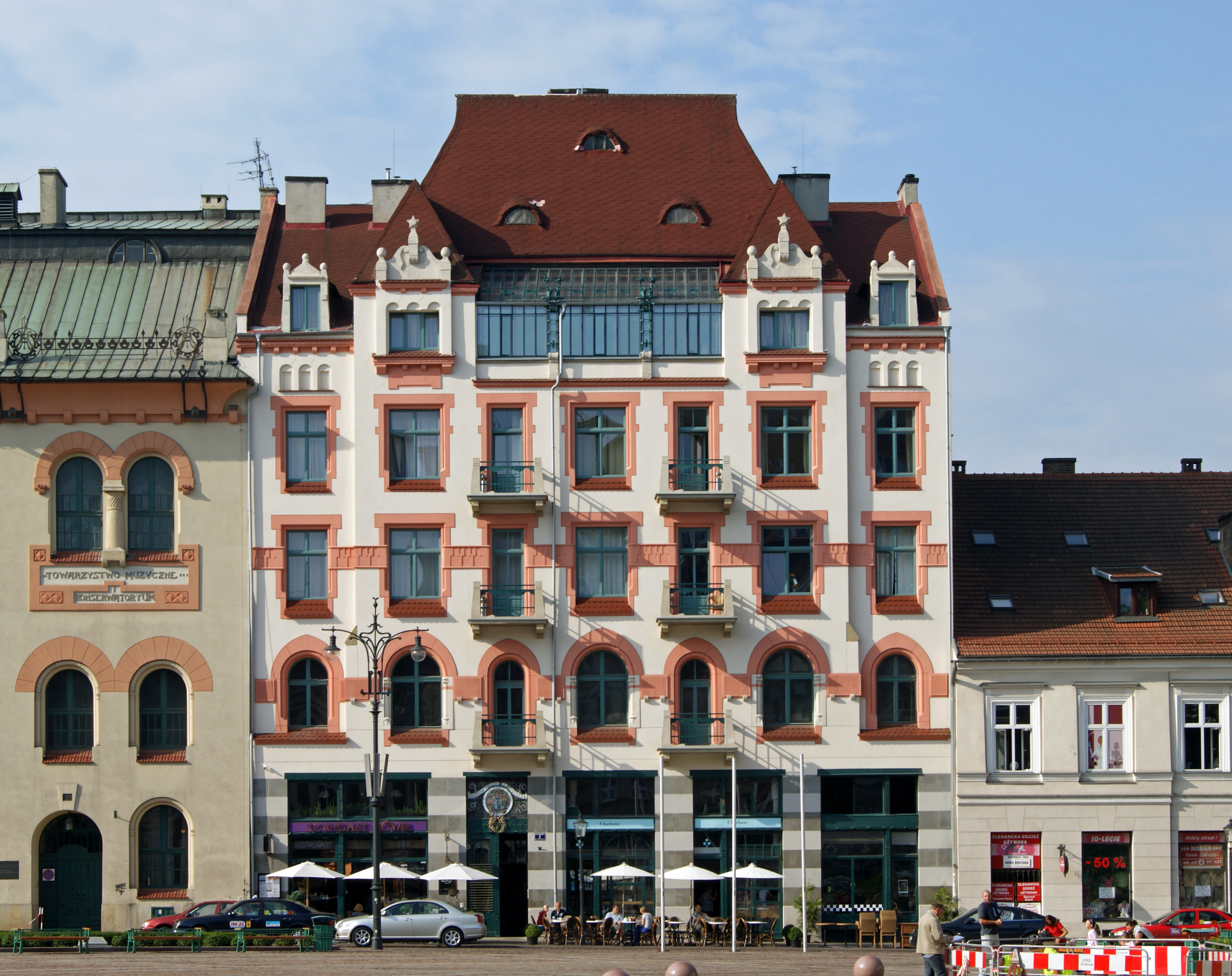
пл. Щепанська, 2 Кам'яниця Вольнего
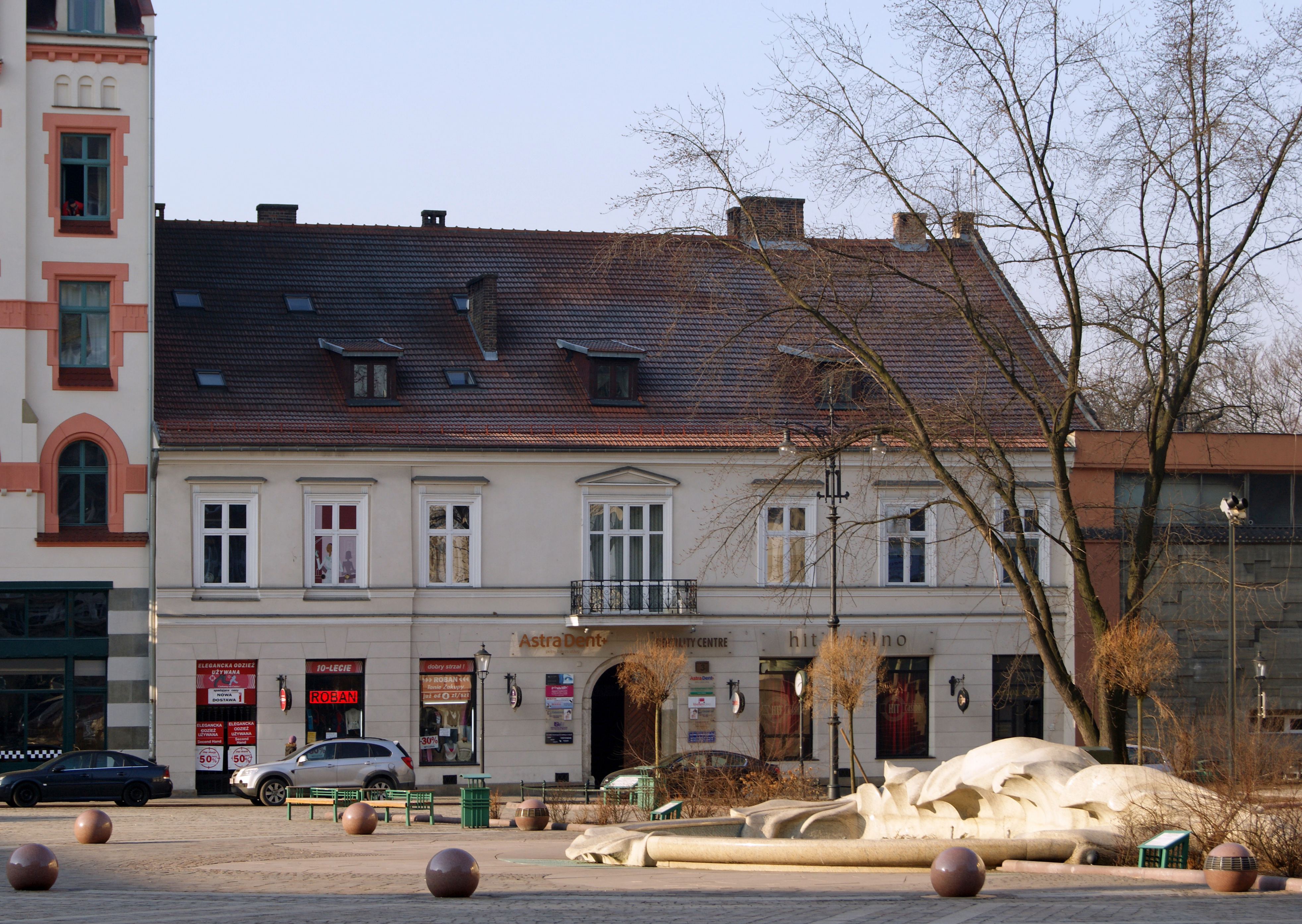
пл. Щепанська, 3 Кам'яниця під Ісусом
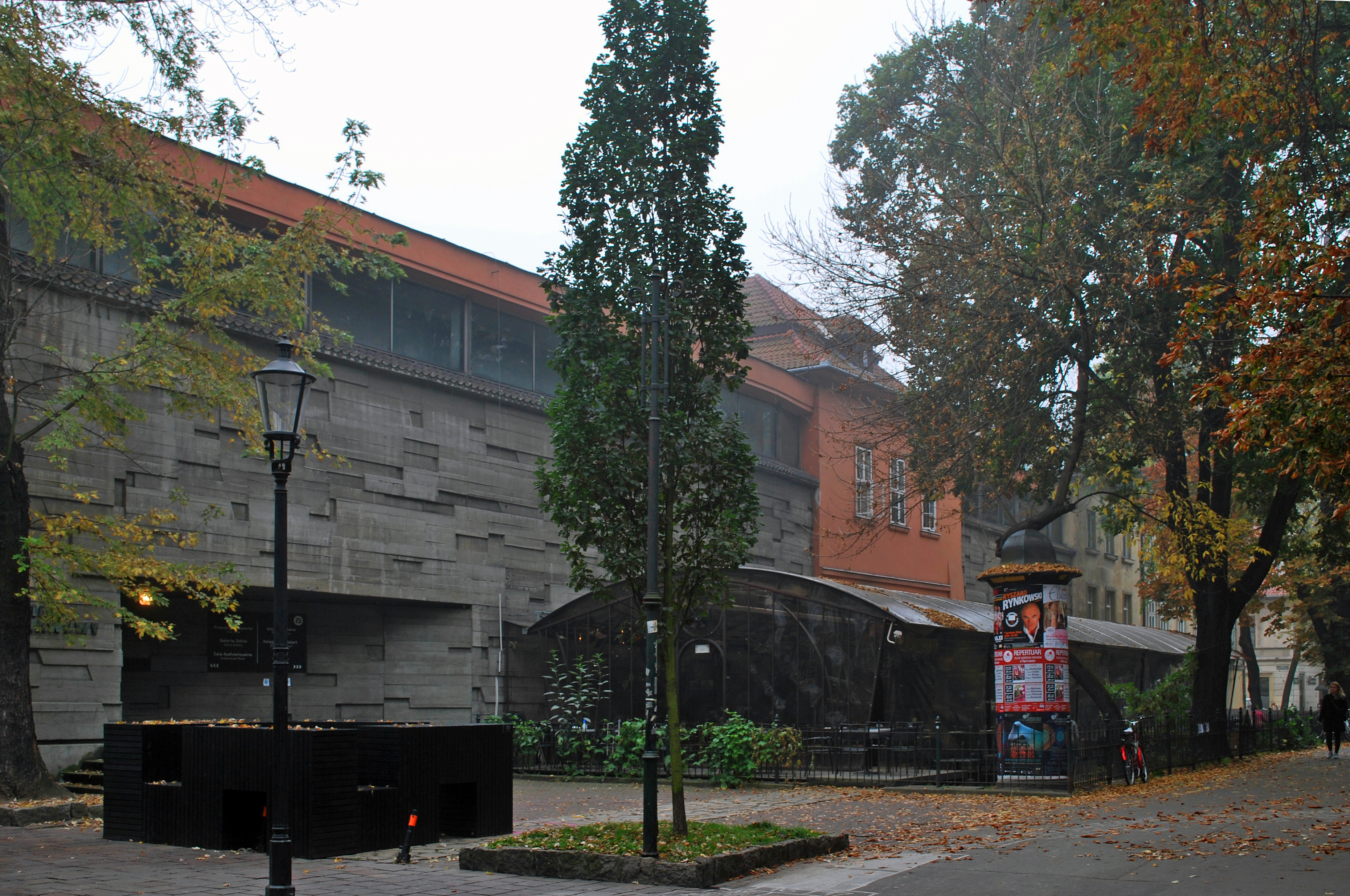
пл. Щепанська, 3а Бункер мистецтва
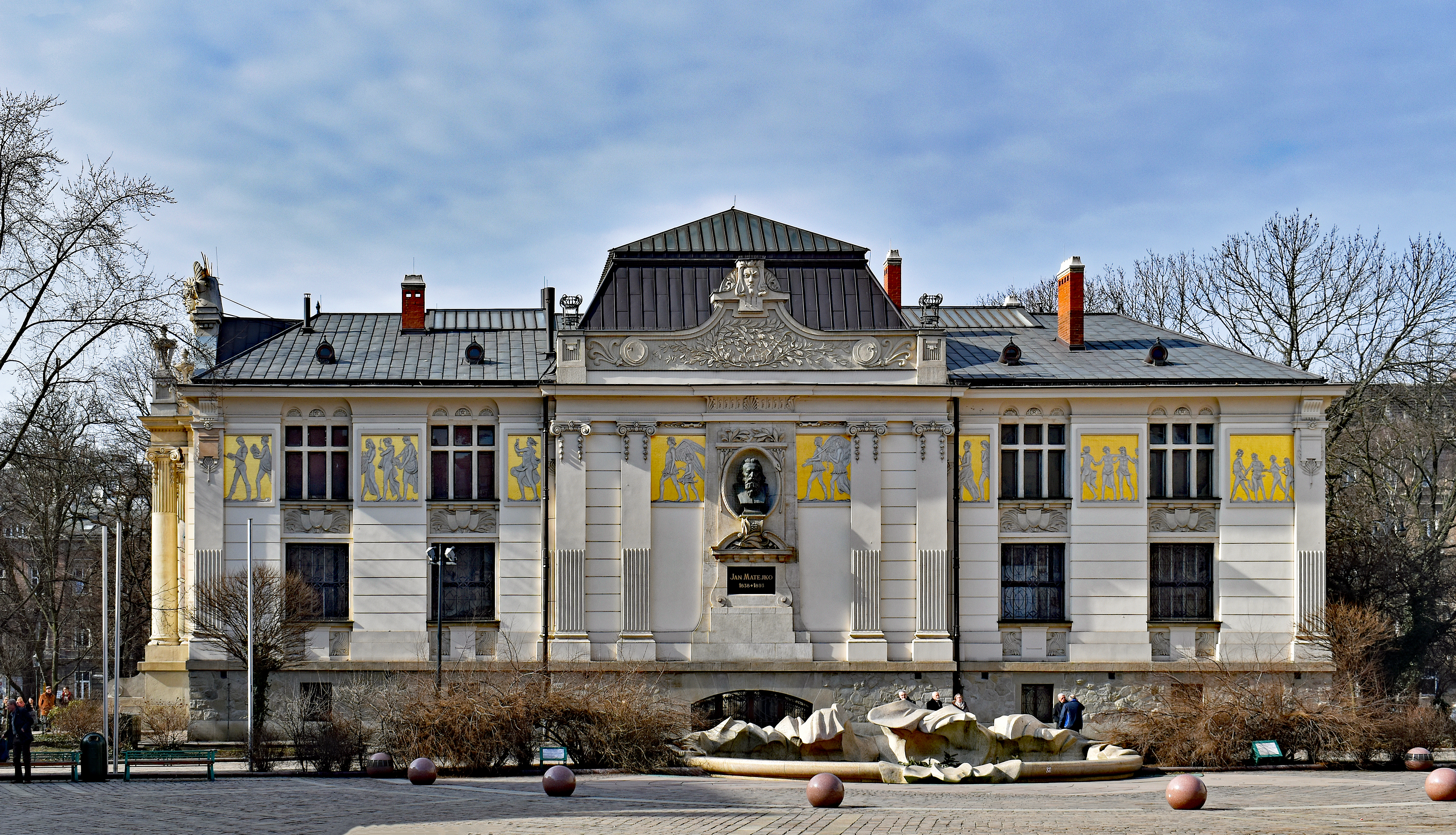
пл. Щепанська, 4 Палац мистецтв
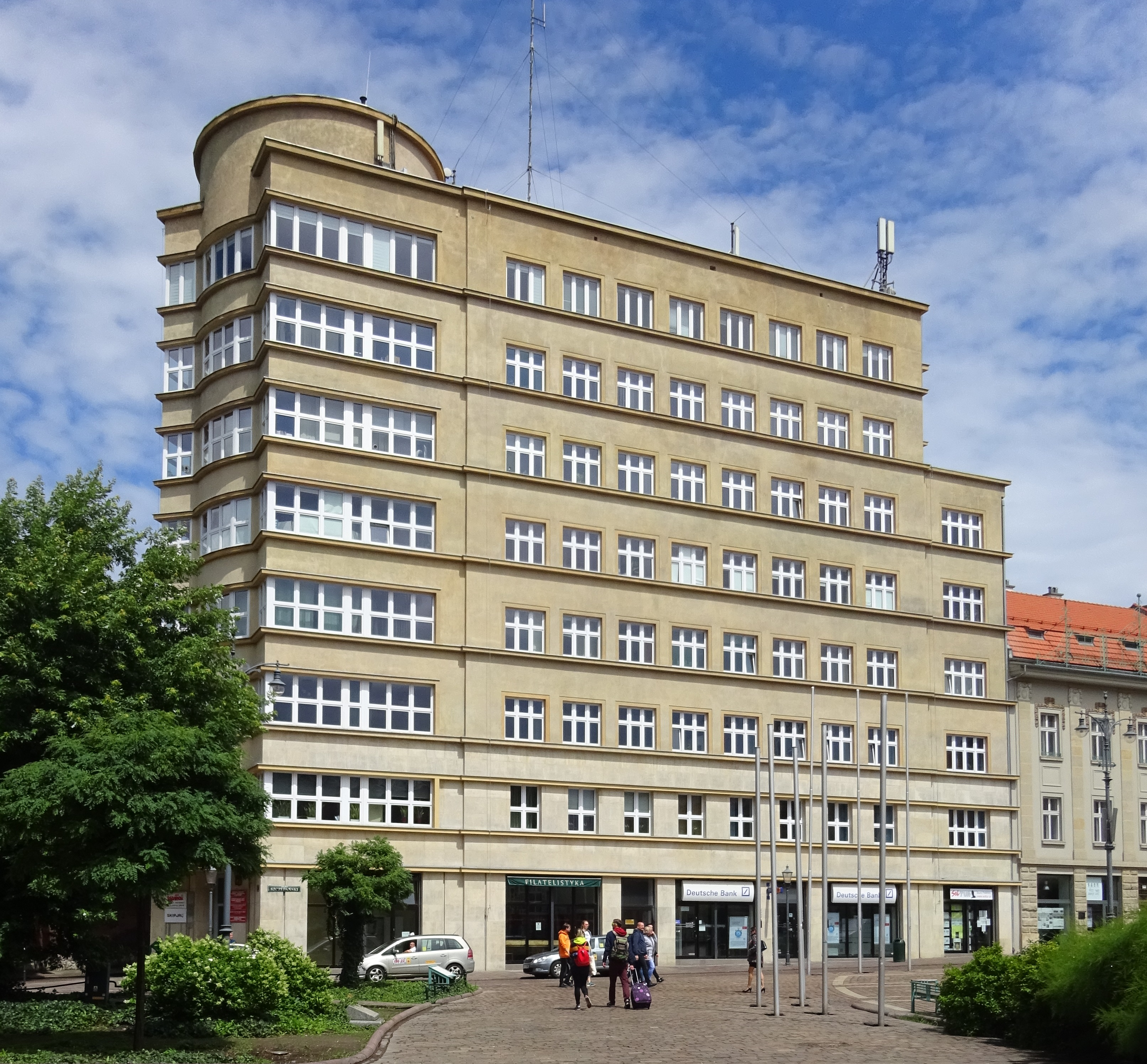
пл. Щепанська, 5 Будівля Муніципального ощадного банку
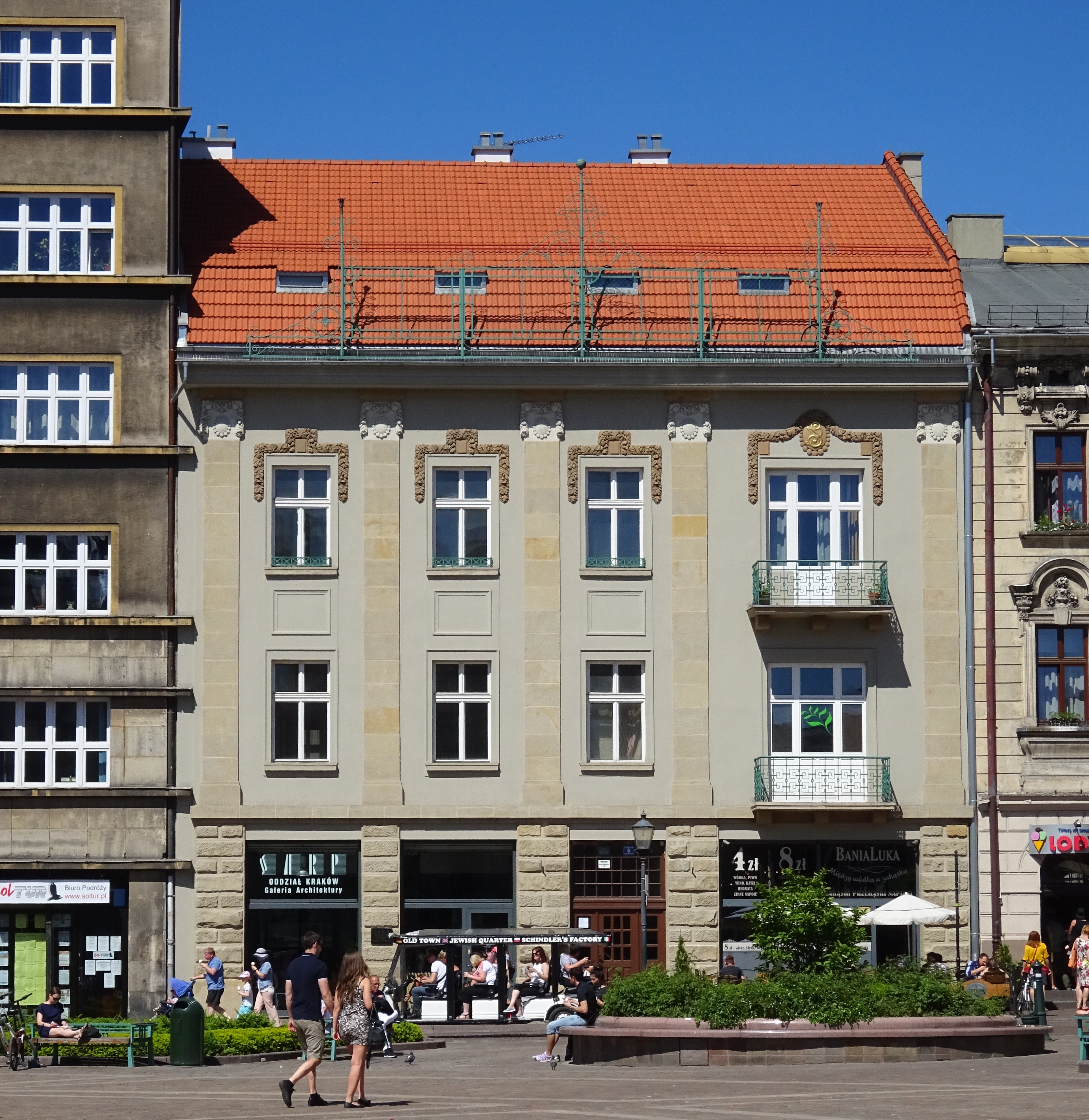
пл. Щепанська, 6 Кам'яниця «Пасаж»
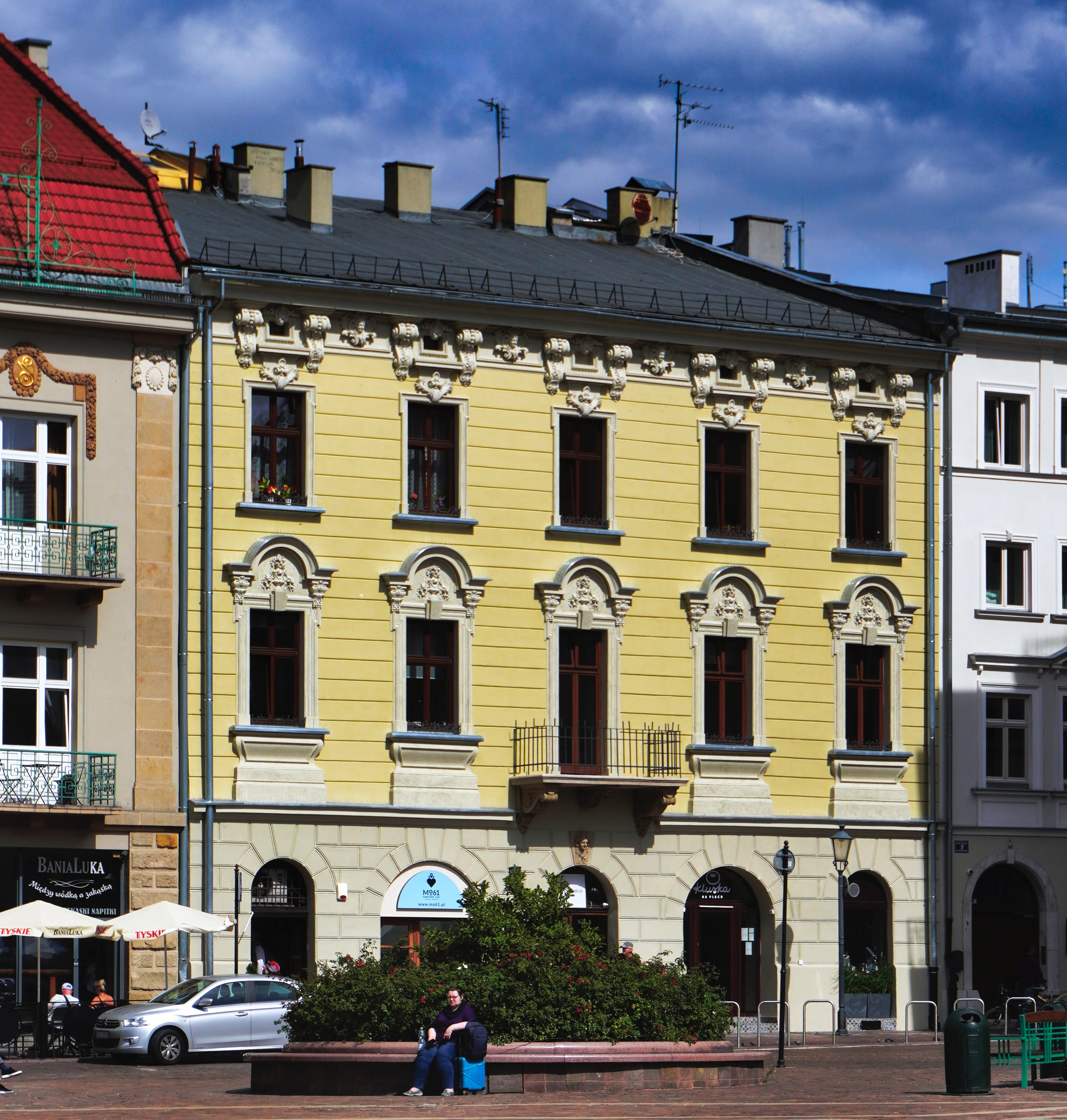
пл. Щепанська, 7 Кам'яниця Ландау
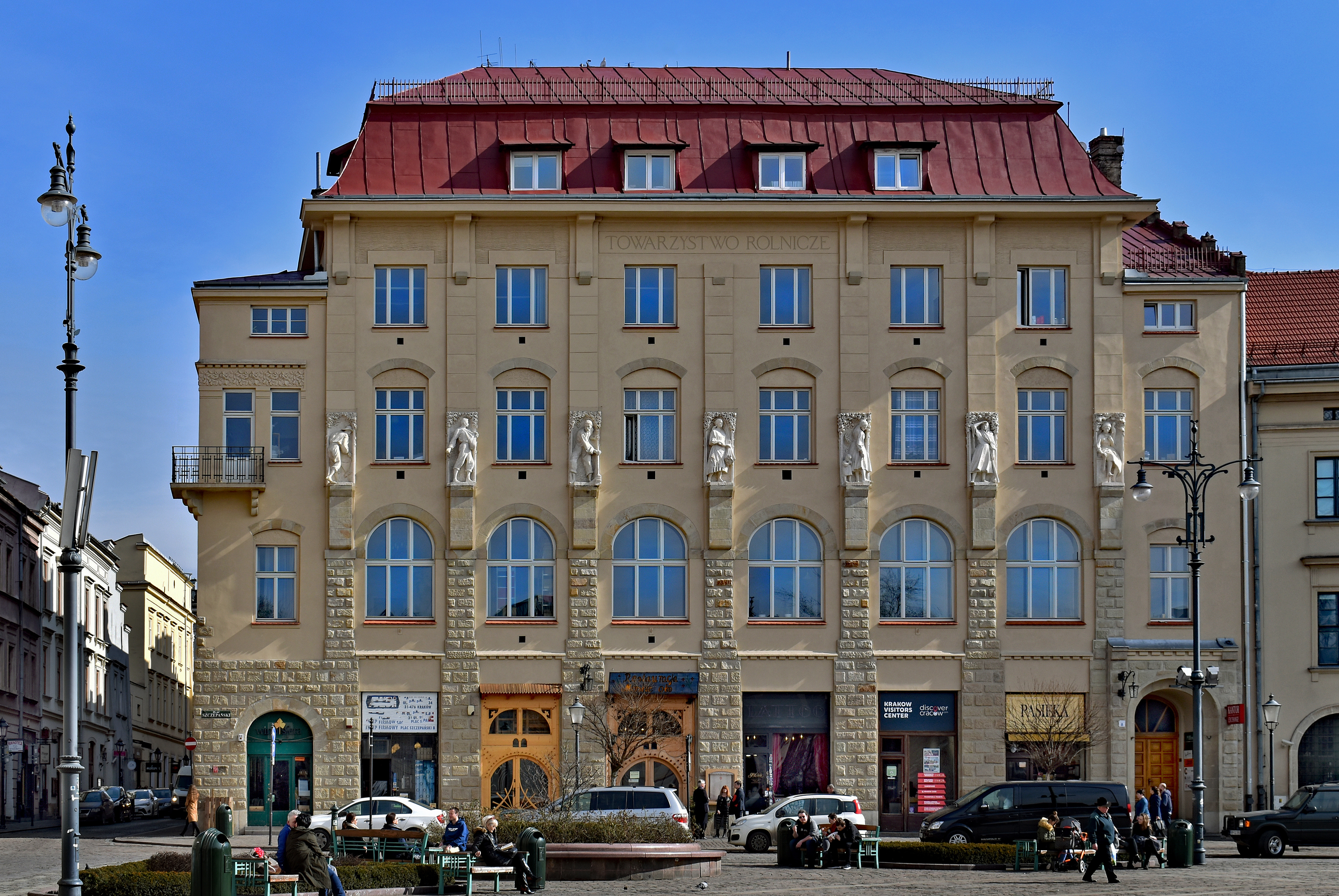
пл. Щепанська, 8 Будівля Сільськогосподарського товариства
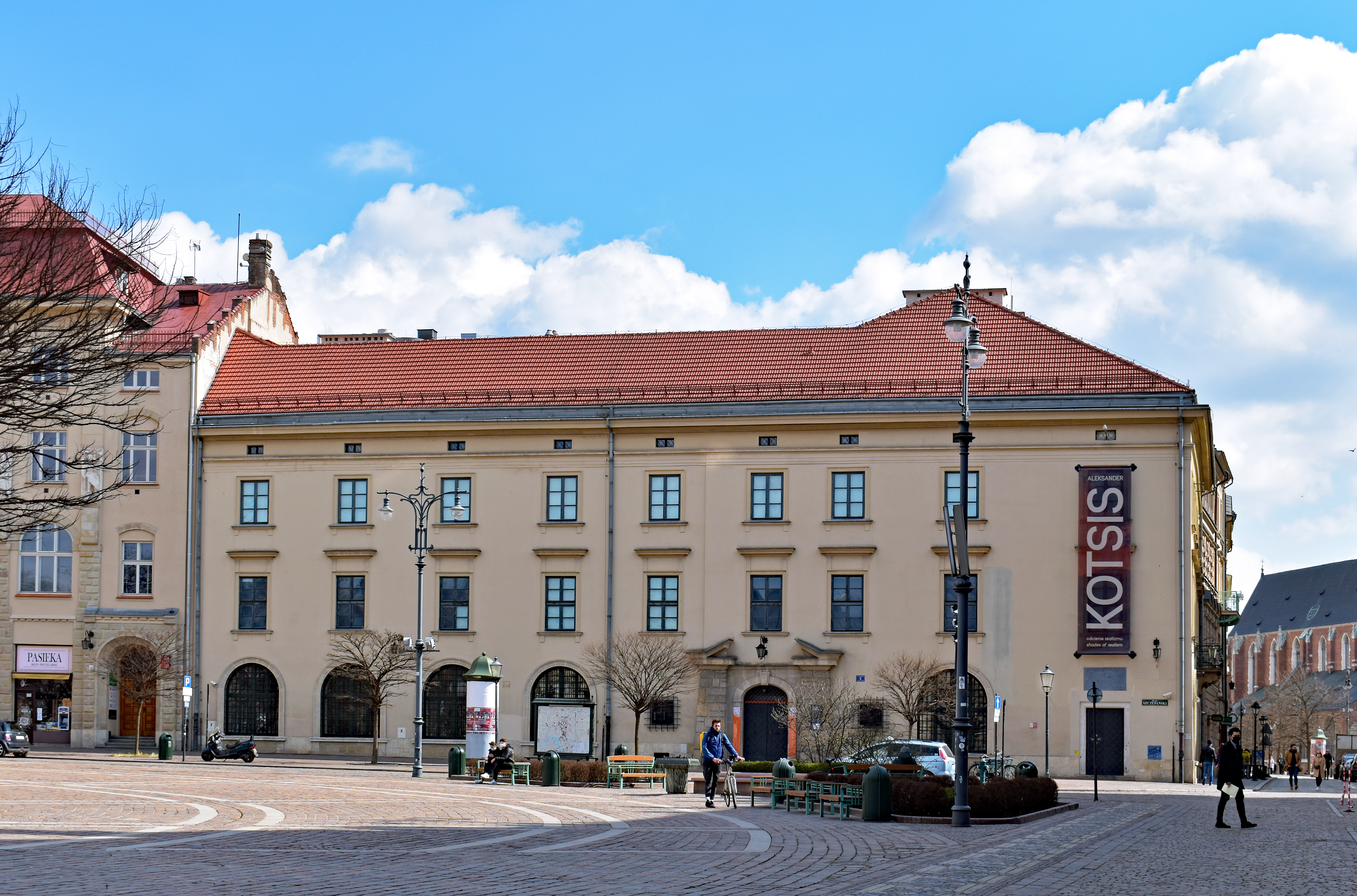
пл. Щепанська, 9 Кам'яниця Шолайських
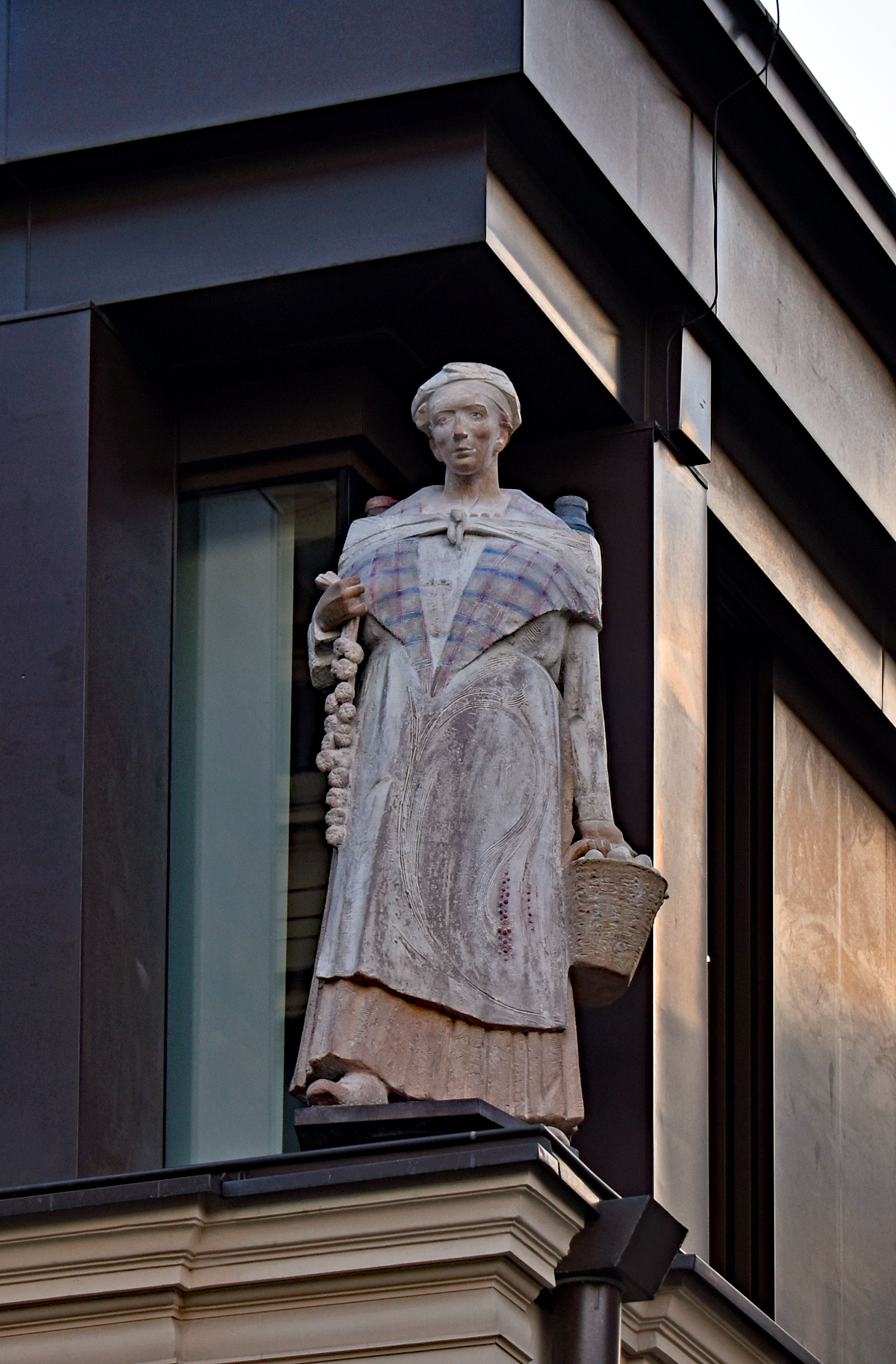
Пам'ятник краківській купчині Медзянні на будинку Кшиштофори, на розі вул. Ягеллонська.